# Ciro Ferrara
Ciro Ferrara (ur. 11 lutego 1967 w Neapolu) – włoski piłkarz grający na pozycji obrońcy.

## Kariera piłkarska

### Początki kariery
Ciro Ferrara urodził się w Neapolu, gdzie zaczął swoją karierę w miejscowym SSC Napoli. Ze swoją pierwszą drużyną zdobył dwa razy mistrzostwo Włoch, jeden raz Puchar Włoch i Superpuchar Włoch oraz Puchar UEFA w 1989 roku.

### Lata spędzone w Turynie
W roku 1994 Ferrara przeniósł się do Juventusu. Z drużyną ze stolicy Piemontu Ciro sześciokrotnie zdobył Scudetto (lata 1994/95, 1996/97, 1997/98, 2001/02, 2002/03 i 2004/05), jednakże w wyniku afery Calciopoli mistrzostwo za sezon 2004/2005 zostało mu odebrane. Z „Juve” zdobył także Puchar Włoch (1995), czterokrotnie Superpuchar Włoch (1995, 1997, 2002, 2003), Puchar Intertoto (1999), Ligę Mistrzów (1996), Superpuchar Europy (1996) oraz Puchar Interkontynentalny (1996).

### Kariera w reprezentacji
Ciro Ferrara rozegrał z reprezentacją „Azzurrich” 49 meczów. Zagrał w jednym meczu mistrzostwach świata 1990 i mistrzostwach Europy 2000.

### Sukcesy
- 7 Mistrzostw Włoch (1986/87, 1989/90, 1994/95, 1996/97, 1997/98, 2001/02, 2002/03)
- 2 Puchar Włoch (1987, 1995)
- 5 Superpuchar Włoch (1990, 1995, 1997, 2002, 2003)
- 1 Liga Mistrzów (1996)
- 3 srebrne medale Ligi Mistrzów (1997, 1998, 2003)
- 1 Puchar UEFA (1989)
- 1 Puchar Intertoto (1999)
- 1 Superpuchar Europy (1996)
- 1 Puchar Interkontynentalny (1996)

## Kariera trenerska
Po zakończeniu bogatej kariery piłkarskiej, Ciro objął jedno ze stanowisk managerskich w Juventusie. W 2006 roku, po objęciu reprezentacji Włoch przez Marcello Lippiego, otrzymał stanowisko drugiego trenera kadry. Na Mistrzostwach Świata w 2006 roku Włosi zdobyli Puchar Świata.
18 maja 2009 roku objął posadę tymczasowego trenera Juventusu, po tym, jak ze tego stanowiska został zwolniony Claudio Ranieri. 4 czerwca 2009 roku podpisał dwuletni kontrakt i od tego czasu pełnił rolę pierwszego szkoleniowca w Juventusie. Po fatalnej serii porażek Ferrara został zwolniony 29 stycznia. W lipcu 2012 został trenerem UC Sampdoria, beniaminka Serie A, lecz po 5 miesiącach z powodu słabych wyników został zwolniony.